# Puttolansaari
Puttolansaari är en ö i Finland. Den ligger i sjön Liesvesi och i kommunen Konnevesi i den ekonomiska regionen  Äänekoski ekonomiska region  och landskapet Mellersta Finland, i den centrala delen av landet, 280 km norr om huvudstaden Helsingfors. Öns area är 2,2 hektar och dess största längd är 330 meter i nord-sydlig riktning.